# گربه چکمه‌پوش: آخرین آرزو
گربه چکمه‌پوش: آخرین آرزو (انگلیسی: Puss in Boots: The Last Wish) فیلم پویانمایی رایانه‌ای آمریکایی در ژانر کمدی-ماجراجویی از سال ۲۰۲۲ است، که توسط دریم‌ورکس انیمیشن تولید و توسط یونیورسال پیکچرز توزیع شده‌است. این فیلم که دنباله‌ای بر گربه چکمه‌پوش (۲۰۱۱) است، ششمین فیلم در فرنچایز شرک محسوب می‌شود و کارگردانی آن را جوئل کرافورد به‌طور مشترک با ژانوئل مرکادو بر عهده دارد، و فیلمنامه‌نویس آن پل فیشر است. آنتونیو باندراس و سلما هایک نقش‌های خود را به عنوان صداپیشه‌های گربه چکمه‌پوش و کیتی سافت‌پاوز تکرار می‌کنند و الیویا کلمن، هاروی گیلن، سامسون کایو، واگنر مورا ، آنتونی مندز، جان مولانی، فلورنس پیو، داواین جوی راندولف و ری وینستون نیز در آن حضور دارند. داستان فیلم پس از وقایع شرک برای همیشه (۲۰۱۰) جریان دارد، و سفر گربه چکمه‌پوش را دنبال می‌کند، که در پی از دست‌دادن ۸ مورد از ۹ زندگی‌اش، تصمیم می‌گیرد آخرین آرزوی عرفانی را برای یافتن «ستارهٔ آرزوها» بیابد و در همین حال با کمک دوستانش کیتی سافت‌پاوز و پریتو، با دشمنان خود گلدیلاکس، «بیگ» جک هورنر و «مرگ» که قصد شکار او را دارند، مقابله کند. پوس از شخصیت عنوان قصه پریان «گربه چکمه‌پوش» الهام گرفته شده‌است.
برنامه‌ریزی برای دنبالهٔ گربه چکمه‌پوش در نوامبر ۲۰۱۲ آغاز شد، زمانی که تهیه‌کننده اجرایی گیرمو دل تورو اعلام کرد که شخصیت اصلی را در یک ماجراجویی به «مکانی بسیار شگفت‌انگیز» خواهد برد. وی همچنین بیان کرد که چند پیش‌نویس برای فیلمنامه تکمیل شده‌اند. به گفته باندراس، کار بر روی دنباله در آوریل ۲۰۱۴ آغاز شد. عنوان فیلم در ژوئن ۲۰۱۴ با نام «گربه چکمه‌پوش ۲: نُه زندگی و ۴۰ دزد» اعلام شد. در نوامبر ۲۰۱۸، کریس ملداندری، بنیانگذار و مدیر عامل ایلومینیشن به عنوان تهیه‌کننده اجرایی تأیید شد. در فوریه ۲۰۱۹ اعلام شد که این فیلم توسط باب پرسیچتی، یکی از سه کارگردان انیمیشن مرد عنکبوتی: به درون دنیای عنکبوتی (۲۰۱۸) از سونی پیکچرز انیمیشن ساخته خواهد شد. کرافورد بعداً در مارس ۲۰۲۱ به همراه مرکادو به عنوان مدیر جدید معرفی شد. اکثر بازیگران جدید، همراه با بازیگران بازگشته، در مارس ۲۰۲۲ معرفی شدند. مانند فیلم قبلی رفقای بد (۲۰۲۲) از دریم ورکس، فیلم‌های مرد عنکبوتی: به درون دنیای عنکبوتی و آکیرا (۱۹۸۸) الهام‌بخش سبک انیمیشن فیلم بودند، که به آن سبکی بصری می‌دهند که شبیه تصاویر کتاب داستان است. به جای استفاده از سبک واقعی‌تر معرفی شده در شرک (۲۰۰۱)، تیم بیشتر بر روی طراحی سبک نقاشی تمرکز کرد تا با استفاده از فناوری جدید، فیلم را مانند دنیایی افسانه‌ای جلوه دهد.
گربه چکمه‌پوش: آخرین آرزو در ۱۳ دسامبر ۲۰۲۲ در لینکلن سنتر واقع در نیویورک به نمایش درآمد و در ۲۱ دسامبر توسط یونیورسال پیکچرز در سینماهای ایالات متحده اکران شد. این فیلم نقدهای مثبتی از سوی منتقدان دریافت کرد که سبک پویانمایی، مضامین، صداگذاری، طنز و تصویر آن از مرگ را تحسین کردند. بسیاری از منتقدان آن را برتر از فیلم قبلی و همچنین یکی از بهترین فیلم‌های فرنچایز شرک می‌دانند. این فیلم در چندین مراسم از جمله نود و پنجمین دوره جوایز اسکار، هشتادمین مراسم گلدن گلوب، و جوایز فیلم به انتخاب منتقدان نامزد بهترین فیلم پویانمایی شد، که در نهایت جوایز به پینوکیوی گیرمو دل تورو تعلق گرفتند. این فیلم همچنین یک موفقیت تجاری بود و با بودجه تولید ۹۰ میلیون دلاری ۴۸۰ میلیون دلار در سرتاسر جهان فروش داشت و دهمین فیلم پرفروش سال ۲۰۲۲ شد.

## داستان
گربه چکمه‌پوش / «پوس» میزبان یک مهمانی در عمارتِ فرماندار «دِل مار» است که پس از آتش‌بازی در حین درگیری با مردان فرماندار، یک غول خاکی را بیدار می‌کند که به شهر حمله می‌کند. او موفق می‌شود غول را تحت سلطه خود درآورد اما مدت کوتاهی پس از آن توسط یک زنگ له می‌شود. هنگامی که پوس از خواب بیدار می‌شود، دکتر به او اطلاع می‌دهد که تنها ۱ مورد از ۹ زندگی او باقی مانده‌است و به او پیشنهاد می‌کند که فوراً بازنشسته شود. پوس این ایده را نادیده می‌گیرد، اما پس از باخت در یک دوئل و از دست‌دادن شمشیر خود به «گرگ سیاه‌پوش» مشهور به «بیگ بد ولف» در یک میخانه محلی در آن شب، به خانه «ماما لونا»، یک بانوی مسن صاحب گربه‌ها پناه می‌برد تا حیوان خانگی اهلی شود و لباس نمادین خود را به‌طور تشریفاتی دفن می‌کند و ظاهراً از شغل قانون‌شکنی بازنشسته می‌شود.
با گذشت زمان، پوسِ ریشو با پریتو، سگی خوشبین که در لباس گربه ظاهر شده‌است، ملاقات می‌کند. گفتگوی آنها زمانی قطع می‌شود که خانواده جنایتکار گلدیلاکس و سه خرس در جستجوی پوس ظاهر می‌شوند تا «قبر» او را پیدا کنند. آنها به‌طور ناخواسته وجود «ستارهٔ آرزو» را برای پوس فاش می‌کنند و نقشه‌ای که مکان آن را نشان می‌دهد همان شب به «بیگ جک هورنر» تحویل داده می‌شود. پوس که آن را فرصتی برای بازگرداندن زندگی‌های از دست رفته‌اش می‌داند، به نانوایی جک می‌رود تا نقشه را بدزدد و به‌طور غیرمنتظره‌ای با «کیتی سافت‌پاز» که از او به خاطر ترک روز عروسی‌شان کینه‌ای دارد، دوباره متحد می‌شود. پوس و کیتی همراه با پریتو که او را به نانوایی دنبال کرده بود با نقشه فرار می‌کنند. با فرار این سه نفر، پوس نگاهی اجمالی به گرگ کلاهدار دارد که در حال تماشای او بوده‌است.
نقشه این سه نفر را به «جنگل تاریک» هدایت می‌کند، که بسته به صاحب نقشه به مناظر مختلفی تبدیل می‌شود: پوس و کیتی دو محیط جهنمی مشابه را دریافت می‌کنند در حالی که پریتو جنگلی آرام و رنگارنگ را دریافت می‌کند. کیتی ریش‌های پوس را می‌تراشد و همچنین از شر چوبی که به‌عنوان شمشیر جایگزینش استفاده می‌کرد خلاص می‌شود و در این فرایند خودش را اسیر جک می‌بیند. کمی بعد گلدیلاکس و گروهش مداخله می‌کنند و نبرد آغاز می‌شود. در میان هیاهو، پوس دوباره گرگ کلاهدار را می‌بیند و از ترس فرار می‌کند و حواس کیتی را پرت می‌کند و گلدیلاکس را قادر می‌سازد تا نقشه را بدست آورد.
وقتی پریتو او را آرام می‌کند، پوس فاش می‌کند که عمیقاً از ترک کیتی در روز عروسی آن‌ها پشیمان است. کیتی مکالمه آنها را می‌شنود و بعداً فاش می‌کند که خودش هم هرگز به عروسی هم نیامده بود، و احساس می‌کند هرگز نمی‌تواند با کسی که خودش را بیشتر از او دوست دارد رقابت کند. این دو موفق می‌شوند نقشه را از گروه گلدیلاکس پس بگیرند، زیرا حواس این خانواده با نقشه‌ای که کلبه جنگلی آنها را نشان می‌دهد، پرت شده‌است. با تغییر ابعاد، پریتو اسیر می‌شود در حالی که پوس پس از لمس نقشه، به‌طور تصادفی در غار ارواح گمشده به دام می‌افتد و کیتی را رها می‌کند تا پریتو را نجات دهد.
در داخل غار، پوس با بازتاب‌های زندگی گذشته‌اش در قالب ۸ کریستال مواجه می‌شود که او را به خاطر تغییر نگرشش مسخره می‌کنند. گرگ کلاهدار نیز ظاهر می‌شود و خود را به معنای واقعی کلمه به‌عنوان «تجسم مرگ» نشان می‌دهد؛ او اکنون می‌خواهد آخرین زندگی پوس را به عنوان تلافی به خاطر هدر دادن زندگی‌های قبلی‌اش بگیرد. پوس با ترس، با عجله با نقشه فرار می‌کند، عملی که کیتی و پریتو از دور شاهد آن هستند. در همین حال، گلدیلاکسِ مضطرب نشان می‌دهد که آرزوی یک خانواده انسانی را دارد و خرس‌هایی را که با این وجود از او حمایت می‌کنند، ویران می‌کند. با رسیدن به ستاره، پوس با کیتی روبرو می‌شود که احساس می‌کند به خاطر خودخواهی‌اش به او خیانت شده‌است.
گروه گلدیلاکس و جک نیز به زودی از راه می‌رسند و نبرد دیگری آغاز می‌شود. در طی این ماجرا، جک توسط کیتی به داخل کیف بی‌انتهای جادویی‌اش پرتاب می‌شود، در حالی که گلدیلاکس بچه خرس را نجات می‌دهد که تقریباً از ستاره به بیرون پرت می‌شود و پریتو موفق می‌شود پوس را متقاعد کند که ۱ مورد زندگی کافی است. لحظاتی بعد، مرگ نیز ظاهر می‌شود و دوئل شدیدی بین او و پوس درمی‌گیرد. پوس موفق می‌شود گرگ را خلع سلاح کند و با جسارت اعلام می‌کند که در حالی که می‌داند هرگز نمی‌تواند واقعاً مرگ را شکست دهد، هرگز از مبارزه برای آخرین زندگی خود دست نخواهد کشید. مرگ با انزجار تصمیم می‌گیرد که از پوس چشم‌پوشی کند و متذکر می‌شود که پوس را دیگر به‌شکل یک «افسانه» و فردی متکبر نمی‌بیند که خود را جاودانه می‌داند. پیش از حرکت، گرگ به پوس اطمینان می‌دهد که آنها دوباره ملاقات خواهند کرد، و پوس با احترام متقابل به مرگ، این امر را تصدیق می‌کند.
جک غول‌پیکر بعداً با خوردن یک کلوچهٔ رشد جادویی از کیفش بیرون می‌آید و نقشه را از دست پوس و کیتی می‌گیرد. در حالی که جک سعی می‌کند آرزوی خود را اعلام کند، پریتو حواس او را به اندازه کافی پرت می‌کند تا پوس، کیتی و گلدیلاکس نقشه را پس بگیرند و آن را تکه‌تکه کنند، و باعث می‌شود ستاره آرزو فرو بریزد و در حالی که به شدت منفجر می‌شود، جک را نابود کند. پس از آن، گلدیلاکس سرانجام می‌پذیرد که عضوی از خانواده خرس‌ها باشد و برای تصاحب امپراتوری جک هورنر حرکت می‌کند، در حالی که پوس با کیتی آشتی می‌کند و قول زندگی مشترک را می‌دهد. مدتی بعد، پوس، کیتی و پریتو - که گروه آن‌ها اکنون «Team Friendship» نامیده می‌شود - یک کشتی را از فرماندار دِل مار می‌دزدند و در حالی که در فاصله کوتاهی به قلعه سلطنتی نگاه می‌کنند، برای پیوستن دوباره به «برخی از دوستان قدیمی» خود حرکت می‌کنند.

## صداپیشه‌ها

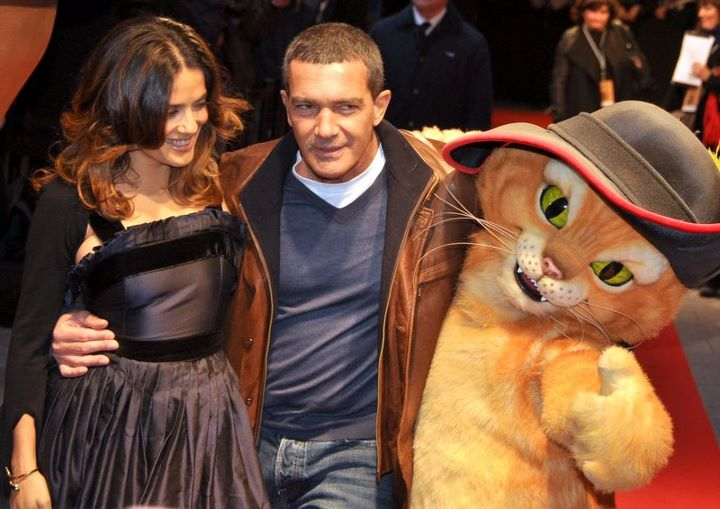
از راست به چپ: گربه چکمه‌پوش، آنتونیو باندراس و سلما هایک

- آنتونیو باندراس در نقش پوس / گربه چکمه‌پوش، یک گربهٔ فراری از قانون و قهرمان سن ریکاردو.[۵]
- سلما هایک در نقش کیتی سافت‌پاوز، یک گربه تاکسیدو خیابانی باهوش که همتای زن پوس است و به وی علاقه دارد.[۶]
- هاروی گی‌ین در نقش پریتو، یک سگ درمانی که به عنوان یکی از گربه‌های خانگی ماما لونا شروع به کار کرد، زیرا خودش را به شکل یک گربه درآورده است.[۶]
- فلورنس پیو در نقش گلدیلاکس، رهبر خانواده جنایتکار «سه خرس» که قصد دارد «ستاره آرزوها» را بدست آورد تا از آن برای بازیابی خانواده بیولوژیکی خود استفاده کند.[۷]
- الیویا کلمن در نقش خرس مادر[۶]
- ری وینستون در نقش خرس پدر[۶]
- جان مولانی در نقش «بیگ» جک هورنر، یک شیرینی‌پز ترسناک و ارباب جنایت که قصد دارد به «ستاره آرزوها» برسد. او از زمانی که شهرت افسانه‌ای خود را از دست داده‌است، آیتم‌ها، موجودات و افراد جادویی مختلفی در دست دارد.[۷]
- واگنر مورا در نقش بیگ بد ولف / مرگ، تجسم فیزیکی که به شکل یک گرگ سفید در شنل مشکی کلاهدار ظاهر می‌شود.[۷]
- داواین جوی راندولف در نقش ماما لونا، یک زن سالخورده که پوس را می‌پذیرد.[۶]
- آنتونی مندز در نقش دکتر، که به پوس می‌گوید که در پی از دست‌دادن از هشت زندگی‌اش باید بازنشسته شود.[۶]
- کوین مک کان در نقش جیرجیرک (یک پارودی از جیرجیرک سخنگو)
- برناردو دی پائولا در نقش فرماندار دل مار
- بتسی سودارو و آرتمیس پبدانی در نقش خواهرانی که نقشه را به جک هورنر تحویل می‌دهند.
- کنراد ورنن در نقش جینجی
- کودی کامرن در نقش پینوکیو
- سامسون کایو در نقش بچه خرس[۶]

علاوه بر آن شرک و خر در یک فلش‌بک کوتاه بدون صدا، و همچنین ایملدا از اولین فیلم گربه چکمه‌پوش ظاهر می‌شوند.

## انتشار
گربه چکمه‌پوش: آخرین آرزو در ابتدا قرار بود در ۲ نوامبر ۲۰۱۸ اکران شود، اما قبل از لغو شدن، یک ماه به ۲۱ دسامبر ۲۰۱۸ به تعویق افتاد. پس از رستاخیز پروژه، در ابتدا قرار بود در ۲۳ سپتامبر ۲۰۲۲ در سینما اکران شود، اما در آوریل ۲۰۲۲، فیلم به ۲۱ دسامبر ۲۰۲۲ عقب افتاد و تاریخ اکران فیلم برادران سوپر ماریو از ایلومینیشن گرفته شد.

## بازخورد

### فروش گیشه
تا تاریخ ۱۵ مارس ۲۰۲۳، گربه چکمه‌پوش: آخرین آرزو ۱۸۰ میلیون دلار در ایالات متحده و کانادا، و ۲۸۲٫۴ میلیون دلار در مناطقِ دیگر جهان به دست آورده‌است، که در مجموع فروش جهانیِ ۴۶۲٫۴ میلیون دلار را نشان می‌دهد.
در ایالات متحده و کانادا پیش‌بینی شده بود که گربه چکمه‌پوش: آخرین آرزو ۲۵ تا ۳۰ میلیون دلار از ۴۰۰۰ سینما در پایان هفته افتتاحیه چهار روزه‌اش فروش داشته باشد. این فیلم در روز نخست ۳٫۲ میلیون دلار و در روز دوم ۲٫۹ میلیون دلار فروش داشت، و هالیوود ریپورتر اشاره کرد که طوفان زمستانی ۲۰۲۲ آمریکای شمالی و خطر افزایش سه‌گانه در موارد کووید ۱۹ و آنفولانزا می‌تواند در روزهای بعدی گیشه را تحت تأثیر قرار دهد. این فیلم در آخر هفته افتتاحیه خود به ۱۲٫۴ میلیون دلار رسید (مجموع ۲۶٫۲ میلیون دلار در شش روز تخمین زده می‌شود) و پس از آواتار: راه آب در جایگاه دوم قرار گرفت. علی‌رغم افتتاحیه زیر پیش‌بینی‌ها، جیم اور، رئیس توزیع داخلی یونیورسال و تحلیلگران باکس آفیس معتقد بودند که این فیلم می‌تواند در هفته‌های آتی از طریق تبلیغات دهان‌به‌دهان و تعطیلات مدارس، جایگاه خود را به دست آورد. در آخر هفته دوم خود، گربه چکمه پوش: آخرین آرزو ۳۵ درصد از نخستین آخر هفته خود رشد کرد و ۱۶٫۸ میلیون دلار فروش داشت.

### پاسخ انتقادی
در وبگاه جمع‌آوری نقد راتن تومیتوز، ٪۹۵ از ۱۸۱ بررسی منتقدان مثبت است و میانگینِ امتیاز آن ۷٫۶/۱۰ است. اجماع این وبگاه چنین می‌نویسد: «با گذشت بیش از یک دهه از قسمت قبلی، فیلم هوشمند، شیرین و بامزه گربه چکمه‌پوش: آخرین آرزو ثابت می‌کند که برخی از فرنچایزها با افزایش سن بهتر می‌شوند.» این فیلم در متاکریتیک که از میانگین وزنی استفاده می‌کند، بر اساس نظر ۲۸ منتقدین امتیاز ۷۳ از ۱۰۰ را کسب کرده که نشان‌گر «نقدهای عموماً مطلوب» است. تماشاگران شرکت‌کننده در نظرسنجی سینماسکور به فیلم نمره متوسط «A» در مقیاس «A+» تا «F» دادند، در حالی که مخاطبان پست‌ترک به آن امتیاز مثبت ۸۹٪ دادند.

### جوایز و نامزدی‌ها
| جایزه                            | تاریخ مراسم    | رده                                                     | دریافت‌کننده                                                            | نتیجه    | منبع   |
| -------------------------------- | -------------- | ------------------------------------------------------- | ---------------------------------------------------------------------- | -------- | ------ |
| جوایز اسکار                      | ۱۲ مارس ۲۰۲۳   | بهترین فیلم پویانمایی                                   | جوئل کرافورد و مارک سوئیفت                                             | نامزدشده | [ ۲۰ ] |
| اتحادیه زنان روزنامه‌نگار سینمایی | ۵ ژانویه ۲۰۲۳  | بهترین فیلم بلند پویانمایی                              | گربه چکمه‌پوش: آخرین آرزو                                               | نامزدشده | [ ۲۱ ] |
| اتحادیه زنان روزنامه‌نگار سینمایی | ۵ ژانویه ۲۰۲۳  | بهترین زن در یک فیلم پویانمایی                          | سلما هایک                                                              | نامزدشده | [ ۲۱ ] |
| جوایز فیلم به انتخاب منتقدان     | ۱۵ ژانویه ۲۰۲۳ | بهترین پویانمایی بلند                                   | گربه چکمه‌پوش: آخرین آرزو                                               | نامزدشده | [ ۲۲ ] |
| جوایز گلدن گلوب                  | ۱۰ ژانویهٔ ۲۰۲۳ | بهترین فیلم پویانمایی                                   | گربه چکمه‌پوش: آخرین آرزو                                               | نامزدشده | [ ۲۳ ] |
| انجمن منتقدان هالیوود            | ۲۴ فوریه ۲۰۲۳  | بهترین عملکرد صدا یا ضبط حرکت                           | آنتونیو باندراس                                                        | نامزدشده | [ ۲۴ ] |
| انجمن منتقدان هالیوود            | ۲۴ فوریه ۲۰۲۳  | بهترین فیلم بلند پویانمایی                              | گربه چکمه‌پوش: آخرین آرزو                                               | نامزدشده | [ ۲۴ ] |
| جایزه موسیقی هالیوود             | ۱۶ نوامبر ۲۰۲۲ | بهترین موسیقی متن اصلی در یک فیلم پویانمایی             | هیتور پریرا                                                            | نامزدشده | [ ۲۵ ] |
| جوایز آنی                        | ۲۵ فوریه ۲۰۲۳  | بهترین فیلم پویانمایی                                   | گربه چکمه‌پوش: آخرین آرزو                                               | نامزدشده | [ ۲۶ ] |
| جوایز آنی                        | ۲۵ فوریه ۲۰۲۳  | دستاورد برجسته برای طراحی شخصیت در تولید فیلم پویانمایی | خسوس آلونسو ایگلسیاس                                                   | نامزدشده | [ ۲۶ ] |
| جوایز آنی                        | ۲۵ فوریه ۲۰۲۳  | دستاورد برجسته برای سرمقاله در تولید فیلم پویانمایی     | جیمز رایان، ژاکلین کارامبلاس، ناتالا کرونمبولد، جو باتلر و کیتی پارودی | برنده    | [ ۲۶ ] |
| جوایز آنی                        | ۲۵ فوریه ۲۰۲۳  | دستاورد برجسته برای طراحی تولید در تولید فیلم پویانمایی | نیت راگ، جوزف فاینسیلور، کلر کین، وین تسای و نوین سلواناتان            | نامزدشده | [ ۲۶ ] |
| جوایز آنی                        | ۲۵ فوریه ۲۰۲۳  | دستاورد برجسته برای استوری برد در تولید فیلم پویانمایی  | آنتونی هولدن                                                           | برنده    | [ ۲۶ ] |
| جوایز آنی                        | ۲۵ فوریه ۲۰۲۳  | دستاورد برجسته برای صداپیشگی در تولید فیلم پویانمایی    | واگنر مورا                                                             | نامزدشده | [ ۲۶ ] |
| جوایز انجمن کارگردانان هنری      | ۱۸ فوریه ۲۰۲۳  | برتری در طراحی تولید برای یک فیلم پویانمایی             | نیت راگ                                                                | نامزدشده | [ ۲۷ ] |